# São Bento do Cortiço e Santo Estêvão
São Bento do Cortiço e Santo Estêvão (llamada oficialmente União das Freguesias de São Bento do Cortiço e Santo Estêvão) es una freguesia portuguesa del municipio de Estremoz, distrito de Évora.

## Historia
Fue creada el 28 de enero de 2013 en aplicación de una resolución de la Asamblea de la República de Portugal promulgada el 16 de enero de 2013 con la unión de las freguesias de  Santo Estêvão y São Bento do Cortiço, pasando su sede a estar situada en la antigua freguesia de São Bento do Cortiço.

## Demografía
| Gráfica de evolución demográfica de São Bento do Cortiço e Santo Estêvão entre 2011 y 2021 |
|                                                                                            |
| Datos según el nomenclátor publicado por el INE portugués.                                 |